# Hyaloscypha paludosa
Hyaloscypha paludosa är en svampart som beskrevs av Dennis 1962. Hyaloscypha paludosa ingår i släktet Hyaloscypha och familjen Hyaloscyphaceae.   Inga underarter finns listade i Catalogue of Life.